# Stephanolepas muricata
Stephanolepas muricata är en kräftdjursart som beskrevs av Fischer 1886. Stephanolepas muricata ingår i släktet Stephanolepas och familjen Platylepadidae. Inga underarter finns listade i Catalogue of Life.